# Ólvega
Ólvega település Spanyolországban, Soria tartományban. Ólvega Ágreda, Cueva de Ágreda, Beratón, Borobia, Soria, Noviercas, Hinojosa del Campo, Pozalmuro, Matalebreras és Castilruiz községekkel határos. Lakosainak száma 3838 fő (2024).

## Népesség
A település népessége az elmúlt években az alábbi módon változott:
| Lakosok száma | 3343 | 3311 | 3546 | 3749 | 3861 | 3814 | 3621 | 3656 | 3673 | 3838 |
|               | 2001 | 2004 | 2007 | 2009 | 2012 | 2014 | 2017 | 2019 | 2022 | 2024 |